# Congo River (schip, 2011)
Congo River is een sleephopperzuiger van het Belgische baggerbedrijf DEME.

## Bouwgeschiedenis
In december 2008 tekende DEME en IHC Dredgers BV, onderdeel van IHC Merwede, het contract voor het ontwerp, de bouw en oplevering van het schip, waarna de kiel werd gelegd op 15 december 2009. Op 11 juli 2011 doopte DEME de Congo River, en een ander valpijpschip Flinstone. Met de bouw van de twee schepen is een investering gemoeid van 325 miljoen euro en vormen een onderdeel van een investeringsprogramma dat omstreeks 2008 werd ingezet en waarbij de vloot van de baggergroep in totaal met negen nieuwe exemplaren wordt uitgebreid.

## Beschrijving
De Congo River is een zeer grote sleephopperzuiger. De beun heeft een capaciteit van 30.000m³. De zuigpijp heeft een diameter van 1,3 meter en kan tot 56 meter diep zand opzuigen. De accommodatie aan boord van het schip is voldoende voor 30 personen.